# جورج ری (بازیکن فوتبال، زاده ۱۹۹۳)
جورج ری (انگلیسی: George Ray؛ زادهٔ ۱۳ اکتبر ۱۹۹۳بازیکن فوتبال اهل بریتانیا است.
از باشگاه‌هایی که در آن بازی کرده‌است می‌توان به باشگاه فوتبال کرو آلکساندرا و باشگاه فوتبال لیک تاون اشاره کرد.
وی همچنین در تیم ملی فوتبال زیر ۲۱ سال ولز بازی کرده‌است.